# Matthew Settle
Matthew Alfred Settle (Alaska, 17 de septiembre de 1969) es un actor estadounidense conocido por interpretar al capitán Ronald Speirs en Band of Brothers y a Rufus Humphrey en Gossip Girl.

## Vida personal
En 2007, se reveló que en 2006, a los 37 años, Matthew se había fugado para casarse con la actriz y modelo Naama Nativ, con quien tiene una hija, nacida en 2009. La pareja se divorció el 10 de mayo de 2011. 

## Filmografía

### Cine
| Año  | TÍtulo                                           | Rol                         | Notas                    |
| ---- | ------------------------------------------------ | --------------------------- | ------------------------ |
| 1996 | Shaughnessy                                      | Tommy Shaughnessy           | Película para televisión |
| 1997 | What Happened to Bobby Earl?                     | Tom Stahl                   | Película para televisión |
| 1997 | A Deadly Vision                                  | Det. Max Seagle             | Película para televisión |
| 1997 | Justice League of America                        | Guy Gardner / Green Lantern | Película para televisión |
| 1998 | I Still Know What You Did Last Summer            | Will Benson                 |                          |
| 1999 | Lansky                                           | Bugsy Siegel (edad 17–26)   | Película para televisión |
| 1999 | Crime in Connecticut: The Story of Alex Kelly    | Alex Kelly                  | Película para televisión |
| 2000 | U-571                                            | Ensign Keith Larson         |                          |
| 2000 | The In Crowd                                     | Matt                        |                          |
| 2000 | Attraction                                       | Matthew                     |                          |
| 2002 | Divine Secrets of the Ya-Ya Sisterhood           | Lt. Jack Whitman            |                          |
| 2004 | The Mystery of Natalie Wood                      | Warren Beatty               | Película para televisión |
| 2004 | A Place Called Home                              | Hank Ford                   | Película para televisión |
| 2004 | Until the Night                                  | Michael                     |                          |
| 2004 | Rancid                                           | James Hayson                |                          |
| 2005 | Mutig in die neuen Zeiten – Im Reich der Reblaus | Hal Morris                  | Película para televisión |
| 2006 | The Celestine Prophecy                           | John                        |                          |
| 2007 | Blue Smoke                                       | Bo Goodnight                | Película para televisión |
| 2007 | Beneath                                          | John                        |                          |
| 2008 | The Express                                      | President Kennedy           |                          |
| 2009 | ExTerminators                                    | Dan                         |                          |
| 2011 | So Undercover                                    | Professor Talloway          |                          |
| 2012 | Love Sick Love                                   | Norman                      |                          |
| 2013 | A Sister's Nightmare                             | Phil                        | Película para televisión |
| 2014 | Ouija                                            | Anthony Morris              |                          |
| 2014 | Ángeles de papel                                 | Kevin Morrell               | Película para televisión |
| 2015 | The Faith of Anna Waters                         | Sam Harris                  |                          |
| 2015 | Marshall the Miracle Dog                         | Doc Henry                   |                          |
| 2016 | The Faith of Anna Waters                         | Sam Harris                  |                          |

### Televisión
| Año     | Título                            | Rol                 | Notas                                |
| ------- | --------------------------------- | ------------------- | ------------------------------------ |
| 2001    | Band of Brothers                  | Capt. Ronald Speirs | Miniserie; 6 episodios               |
| 2002    | ER                                | Brian Westlake      | 5 episodios                          |
| 2003    | The Practice                      | Russell Bakey       | 3 episodios                          |
| 2003    | CSI: Miami                        | Art Pickering       | Episodio: "Death Grip"               |
| 2004    | Decisive Battles                  | Él mismo            | Anfitrión; 13 episodios              |
| 2005    | Into the West                     | Jacob Wheeler       | Miniserie; 3 episodios               |
| 2005    | Law & Order: Special Victims Unit | Jackson Zane        | Episodio: "Storm"                    |
| 2006    | Brothers and Sisters              | Jonathan Sellers    | 4 episodios                          |
| 2007    | The Wedding Bells                 | Michael Madison     | 2 episodios                          |
| 2007–12 | Gossip Girl                       | Rufus Humphrey      | Elenco principal, serie de TV The CW |
| 2016    | Criminal Minds: Beyond Borders    | Daniel Wolf         | 1 episodio                           |

- Datos: Q542843
- Multimedia: Matthew Settle / Q542843